# Jon Lancaster

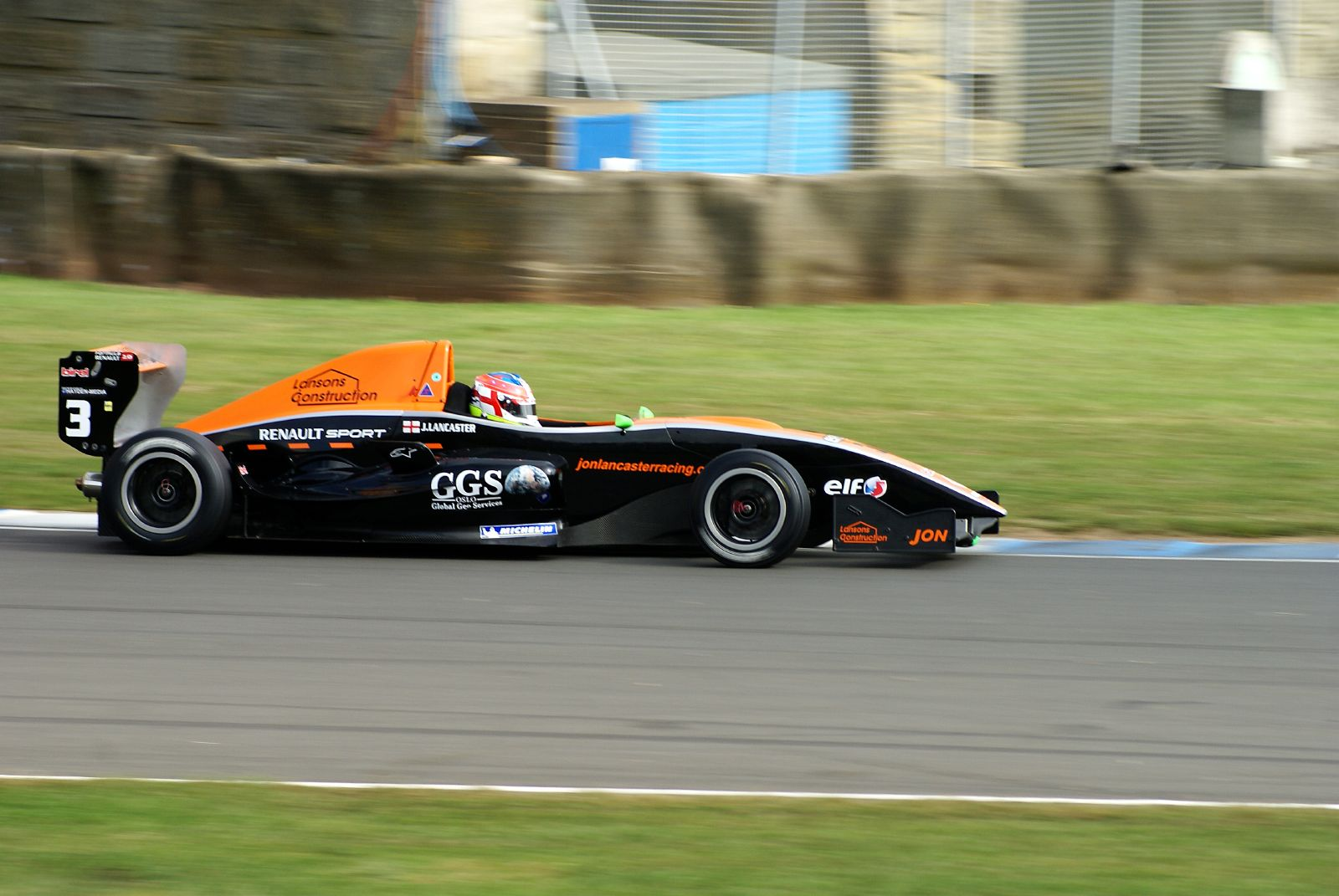
Lancaster tijdens de Europacup 2007

Jon Lancaster (Leeds, 10 december 1988) is een Brits autocoureur.

## Carrière

### Formule Renault
Tussen 1999 en 2006 deed Lancaster mee in het karten, waarna hij overstapte naar het formuleracing door deel te nemen aan twee Formule Ford-races in het Stars of Silverstone-kampioenschap, waarbij hij een van deze races won voordat hij overstapte naar de Formule Renault 2.0 UK Winter Series voor het team AKA Lamac. Hij eindigde hierin als zestiende in het kampioenschap met als beste resultaat een achtste plaats tijdens de tweede race op Brands Hatch.
In 2007 promoveert Lancaster naar de Formule Renault Eurocup voor het tweede team van SG Formula, SG Drivers Project. Lancaster worstelde in het eerste deel van het seizoen, waarbij hij alleen een tweede plaats op de Hungaroring vergaarde in de eerste zes races, maar in de laatste acht races sloeg hij terug. Hij behaalde vijf overwinningen, inclusief de laatste vier races, waardoor hij als tweede in het kampioenschap eindigde achter de Nieuw-Zeelander Brendon Hartley. Hij stemde zijn Europese campagne af met een seizoen in het Franse Formule Renault-kampioenschap, waarbij hij deelneemt in elf van de dertien races. In het kampioenschap eindigde hij als zesde met twee overwinningen in Magny-Cours en Barcelona. Na deze seizoenen nam hij deel aan de Formule Renault UK Winter Series met Hitech Racing's Junior Team, waar hij als veertiende in het kampioenschap eindigde ondanks een derde plaats op Donington Park in race 2.

### Formule 3
Lancaster promoveerde in 2008 naar de Formule 3 Euroseries waarbij hij voor het team ART Grand Prix gaat rijden. Het was een testjaar voor hem, waarin hij als twaalfde in het kampioenschap eindigde inclusief een overwinning op de Nürburgring. Hij bleef niet zonder incidenten in het seizoen, hij overleefde een enorme crash in de eerste race van het seizoen op Hockenheim. In een vergelijkbare crash als die van Lucas di Grassi in 2005, raakte Lancaster het achterwiel van Jean Karl Vernay, terwijl ze aan het vechten waren om de zesde plaats. Hij sloeg om, gleed ondersteboven over het asfalt voordat hij weer terug op zijn wielen kwam in het gravel. De tweede race van het weekend zou hij niet rijden omdat hij voor controle naar het ziekenhuis was gebracht. In niet-kampioenschapswedstrijden eindigde Lancaster als derde in Zolder in de Masters of Formula 3 voor ART Grand Prix en was elfde in de Grand Prix van Macau voor Manor Motorsport.

### Formule Renault 3.5 Series
In 2009 werd verwacht dat Lancaster zou terugkeren in de Formule 3 Euroseries voor het team SG Formula naast Henkie Waldschmidt en Andrea Caldarelli, maar een pre-seizoensmeningsverschil met het team zorgde ervoor dat Alexandre Marsoin voor het team ging rijden. Hij ging rijden voor Comtec Racing in de Formule Renault 3.5 Series voor de rest van het seizoen 2009, waarvoor hij zijn eerste overwinning behaalde in de eerste race op het Autódromo Internacional do Algarve. Hij eindigde als dertiende in het kampioenschap. In 2010 blijft hij in de Formule Renault 3.5, maar gaat nu rijden voor Fortec Motorsport. Met een derde plaats in de eerste race op Hockenheim eindigde hij op een dertiende plaats in het kampioenschap.

### Formule 2
Op 11 mei 2011 wordt bekend dat Lancaster in 2011 in de Formule 2 gaat rijden vanaf het tweede raceweekend op Magny-Cours. Hij behaalde de zevende en zesde plaats in deze races, waarmee hij als tiende in het kampioenschap eindigde met 14 punten.

### Auto GP
In 2011 nam Lancaster ook deel aan twee raceweekenden van de Auto GP voor Super Nova Racing. Hij wist de eerste race op Donington Park onder natte omstandigheden te winnen en behaalde in zijn andere races ook punten. Hierdoor eindigde hij als elfde in het kampioenschap met 51 punten.

### GP2
In 2012 maakte Lancaster zijn debuut in de GP2 Series voor het team Ocean Racing Technology, naast mede-rookie Nigel Melker. Na het eerste raceweekend op het Sepang International Circuit, waarin hij in race 1 uitviel en in race 2 zeventiende werd, werd hij vervangen door Brendon Hartley door problemen met zijn budget.
In 2013 keerde Lancaster in het derde raceweekend op het Circuit de Catalunya terug in de GP2 Series voor het nieuwe team Hilmer Motorsport, dat de plek van Ocean overnam in dat jaar. Hij vervangt hier de Noor Pål Varhaug en rijdt naast Robin Frijns. In de eerste race eindigde hij als vierde, maar door de diskwalificatie van Jolyon Palmer eindigde hij zelfs nog als derde. Op Silverstone behaalde hij zijn eerste GP2-overwinning tijdens de tweede race en voegde hier in de sprintrace op de Nürburgring een tweede overwinning aan toe. Uiteindelijk werd hij elfde in het kampioenschap met 73 punten.
In 2014 reed Lancaster in het GP2-weekend op het Bahrain International Circuit voor het Nederlandse team MP Motorsport naast Daniël de Jong. Na dit weekend werd hij vervangen door Tio Ellinas. In het vijfde weekend op Silverstone keerde hij terug in het kampioenschap bij Hilmer, waar hij Facu Regalia verving. Met enkel een vijfde plaats op Hockenheim werd hij 23e in het kampioenschap met 6 punten.
In 2015 werd Lancaster in het raceweekend op Silverstone opgeroepen om Zoël Amberg te vervangen bij Hilmer Motorsport.